# 1958 في الصين
فيما يلي قوائم الأحداث التي وقعت خلال عام 1958 في الصين.

## سياسة

### انتهاء فترة المنصب
- 11 فبراير – تشوان لاي وزير خارجية جمهورية الصين الشعبية [الإنجليزية]‏.

## كتب
من الكتب التي صدرت هذه السنة في الصين:
- 1 يناير – أديان العالم من تأليف هوستن سميث.

## مواليد

### يناير
- 1 يناير – فاطمة تشوي سياسي ماكاوية.
- 1 يناير – يان ليانكه

### فبراير
- 1 فبراير – توني ليانغ ممثل صيني.

### يوليو
- 17 يوليو – وونغ كار واي